# Lijst van rijksmonumenten in Leegkerk
De plaats Leegkerk telt 19 inschrijvingen in het rijksmonumentenregister. Hieronder een overzicht.
| Object                                        | Oorspronkelijke functie?  | Bouwjaar                                                          | Architect                    | Locatie                                 | Coördinaten?                  | Nr.?  | Afbeelding                                   |
| --------------------------------------------- | ------------------------- | ----------------------------------------------------------------- | ---------------------------- | --------------------------------------- | ----------------------------- | ----- | -------------------------------------------- |
| De Costerije                                  | Boerderij                 | 1800-1850                                                         |                              | Leegeweg 36                             | 53° 13' 47" NB, 6° 29' 28" OL | 18754 | Meer afbeeldingen                            |
| Hervormde kerk                                | Kerk en kerkonderdeel     | 1225-1275 mog. ca. 1520 (verb.) 18e eeuw (dakruiter) 1973 (rest.) |                              | Leegeweg 38                             | 53° 13' 48" NB, 6° 29' 25" OL | 18755 | Meer afbeeldingen                            |
| Forse boerderij                               | Boerderij                 | midden 19e eeuw                                                   |                              | Leegeweg 40                             | 53° 13' 43" NB, 6° 29' 23" OL | 18756 | Meer afbeeldingen                            |
| De Jonge Held                                 | Industrie- en poldermolen | 1829 1947 (herst.) 1997 (rest.)                                   | Tj.H. Bos Chr. Bremer (1955) | Friesestraatweg 436                     | 53° 14' 31" NB, 6° 29' 27" OL | 18757 | Meer afbeeldingen                            |
| Wierde (Leegkerk I)                           | Archeologisch monument    | 800-1400                                                          |                              | ten noordwesten van Leegeweg 40         | 53° 13' 46" NB, 6° 29' 14" OL | 45600 | Wierde(Leegkerk I)                           |
| Wierde (Leegkerk II)                          | Archeologisch monument    | middeleeuwen                                                      |                              | ten noordwesten van Leegeweg 40         | 53° 13' 45" NB, 6° 29' 20" OL | 45601 | Wierde(Leegkerk II)                          |
| Wierde                                        | Archeologisch monument    | 800-1700                                                          |                              | ten zuiden van Leegeweg 38              | 53° 13' 46" NB, 6° 29' 26" OL | 45602 | Wierde                                       |
| Wierde (Leegkerk III)                         | Archeologisch monument    | 50 v.Chr.-1400                                                    |                              | ten zuidoosten van Leegeweg 40          | 53° 13' 38" NB, 6° 29' 26" OL | 45603 | Wierde(Leegkerk III)                         |
| Wierde (Leegkerk IV)                          | Archeologisch monument    | middeleeuwen                                                      |                              | ten zuidoosten van Leegeweg 40          | 53° 13' 36" NB, 6° 29' 32" OL | 45604 | Wierde(Leegkerk IV)                          |
| Wierde (Leegkerk V)                           | Archeologisch monument    | 100 v.Chr-13e eeuw                                                |                              | ten zuidoosten van Leegeweg 40          | 53° 13' 31" NB, 6° 29' 33" OL | 45605 | Wierde(Leegkerk V)                           |
| Wierde (Leegkerk VI)                          | Archeologisch monument    | middeleeuwen                                                      |                              | bij Noodweg 1                           | 53° 13' 46" NB, 6° 29' 58" OL | 45606 | Wierde(Leegkerk VI)                          |
| Terrein met twee wierden (Zijlvesterweg VIII) | Archeologisch monument    |                                                                   |                              | ten westen van Noodweg 6                | 53° 14' 9" NB, 6° 29' 42" OL  | 45607 | Terrein met twee wierden(Zijlvesterweg VIII) |
| Wierde (Zijlvesterweg VII)                    | Archeologisch monument    | 12e-13e eeuw                                                      |                              | ten zuiden van Zijlvesterweg 8          | 53° 14' 14" NB, 6° 29' 40" OL | 45608 | Wierde(Zijlvesterweg VII)                    |
| Wierde (Zijlvesterweg VI)                     | Archeologisch monument    | middeleeuwen                                                      |                              | ten noorden van Zijlvesterweg 8         | 53° 14' 17" NB, 6° 29' 41" OL | 45609 | Wierde(Zijlvesterweg VI)                     |
| Wierde (Zijlvesterweg V)                      | Archeologisch monument    | 12e-13e eeuw                                                      |                              | t.o. Zijlvesterweg 8                    | 53° 14' 18" NB, 6° 29' 44" OL | 45610 | Wierde(Zijlvesterweg V)                      |
| Wierde (Zijlvesterweg IV)                     | Archeologisch monument    | 12e-13e eeuw                                                      |                              | ten westzuidwesten van Zijlvesterweg 5  | 53° 14' 20" NB, 6° 29' 44" OL | 45611 | Wierde(Zijlvesterweg IV)                     |
| Wierde (Zijlvesterweg II)                     | Archeologisch monument    | 800-1700                                                          |                              | ten westnoordwesten van Zijlvesterweg 5 | 53° 14' 25" NB, 6° 29' 43" OL | 45612 | Wierde(Zijlvesterweg II)                     |
| Wierde (Zijlvesterweg III)                    | Archeologisch monument    | 800-1400                                                          |                              | t.o. Zijlvesterweg 5                    | 53° 14' 25" NB, 6° 29' 39" OL | 45613 | Wierde(Zijlvesterweg III)                    |
| Wierde                                        | Archeologisch monument    |                                                                   |                              | ten noorden van Zijlvesterweg 5         | 53° 14' 25" NB, 6° 29' 54" OL | 45614 | Upload foto                                  |